# Televrina
Televrina je vrh grebena Osoršćica na otoku Lošinj (Hrvaška).
Osoršćica je okoli 10 km dolg greben na zahodni strani severnega dela otoka Lošinj. Najvišjo točko doseže Osoršćica z vrhom Televrina, ki je z višino 588 m hkrati tudi najvišji vrh creško-lošinjskega arhipelaga. 
Z vrha je lep razgled na vzhodno obalo Istre vse do Pulja ter na otoke Cres, Unije in Lošinj. Nekajkrat letno, navadno pozimi po izboljšanju vremena, se z vrha vidi celo Julijske Alpe s Triglavom.

## Dostop
Dostop je možen iz Nerezin deloma po makadamski poti in označeni stezi preko zaselka Kaštelani mimo cerkve sv. Nikola (višina 557 m), ali pa iz Osorja skozi avtokamp. Pod vrhom Televrina je manjše občasno oskrbovano zavetišče.